# Torvoneustes
Torvoneustes („lítý plavec“) je rod dávno vyhynulého krokodýlovitého mořského plaza příbuzného dnešním krokodýlům. Spadal do kladu Thalattosuchia, čeledi Metriorhynchidae a podčeledi Geosaurinae. Byl velmi dobře anatomicky a fyziologicky adaptovaní na život v mořích. Žil v období střední jury až rané křídy, zhruba před 157 až 130 miliony let, ačkoliv jeho přítomnost v sedimentech z období rané křídy je nejistá. Rod byl formálně stanoven mezinárodním kolektivem paleontologů v roce 2010.

## Popis a význam
Dospělí jedinci tohoto rodu dosahovali délky až kolem 5 metrů. Velcí zástupci tak představovali potenciální dominantní predátory ve svých ekosystémech, kde soupeřili s velkými zástupci nepříbuzných mořských plazů ze skupiny Plesiosauria. V současnosti jsou fosilie těchto mořských krokodylomorfů známé z území Anglie, Mexika a Švýcarska.
Blízkým příbuzným tohoto rodu byl patrně rod Tyrannoneustes, dále pak Dakosaurus, Geosaurus a Neptunidraco.

## České objevy
Zástupci této skupiny žili v období rané křídy (věk hauteriv, asi před 133 miliony let) také na území dnešní České republiky. Jejich fosilní zuby byly objeveny patrně na začátku 20. století ve vápencových masivech v okolí Štramberka. Objeveny byly pouze fosilní zuby, uložené nejpozději od roku 1912 v Přírodovědeckém muzeu ve Vídni. Jednalo se patrně o vývojové příbuzné rodů Plesiosuchus a právě i Torvoneustes, dosahující délky mezi 4 a 6 metry.
Vedoucím odborné studie, která tyto metriorhynchidy v květnu roku 2021 popsala, je český paleontolog Daniel Madzia. Na základě samotných fosilních zubů však není možné stanovit přesné zařazení do rodu a druhu, k tomu budou nezbytné případné další fosilní objevy.